# Algemene verkiezingen in Mauritanië (1976)

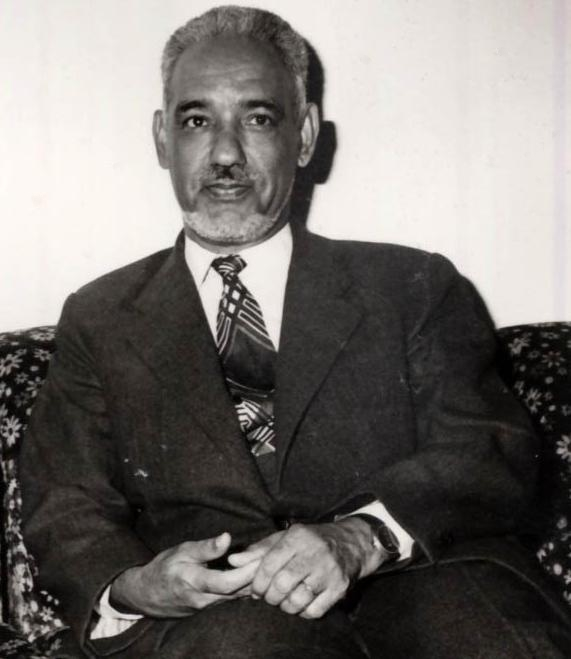
Moktar Ould Daddah (Parti du peuple mauritanien (PPM)), winnaar van de Mauritaanse presidentsverkiezingen op 8 augustus 1976 met 630.635 stemmen

De Algemene verkiezingen in Mauritanië van 1976 vonden op 8 augustus plaats. Bij de presidentsverkiezingen werd, Moktar Ould Daddah, aan de macht sinds 1961, met 100% van de stemmen herkozen. Daarnaast werd er gestemd door de inwoners van het door Mauritanië in februari 1976 geannexeerde deel van de Westelijke Sahara. (Het andere deel van de Westelijke Sahara werd door Marokko geannexeerd.) Voor hen waren er zeven zetels gereserveerd in de Nationale Vergadering. De gekozenen waren allen lid van de enige toegestane politieke partij, de Parti du peuple mauritanien (PPM).

## Presidentsverkiezingen
| Kandidaat                       | Kandidaat                       | Partij                          | Stemmen | %      |
| ------------------------------- | ------------------------------- | ------------------------------- | ------- | ------ |
|                                 | Moktar Ould Daddah              | Parti du peuple mauritanien     | 630.635 | 100,00 |
| Totaal                          | Totaal                          | Totaal                          | 630.635 | 100,00 |
|                                 |                                 |                                 |         |        |
| Geldige stemmen                 | Geldige stemmen                 | Geldige stemmen                 | 630.635 | 99,32  |
| Ongeldige stemmen/ Blanco       | Ongeldige stemmen/ Blanco       | Ongeldige stemmen/ Blanco       | 4.301   | 0,68   |
| Totaal aantal stemmen           | Totaal aantal stemmen           | Totaal aantal stemmen           | 634.936 | 100,00 |
| Geregistreerde kiezers/ Opkomst | Geregistreerde kiezers/ Opkomst | Geregistreerde kiezers/ Opkomst | 648.876 | 97,9   |
| Bron: AED, Nohlen et al.        |                                 |                                 |         |        |

## VerkiezingenNationale Vergadering
Bij de verkiezingen voor de Nationale Vergadering stemden volgens de officiële uitslag 99,99% van de kiezers in het geannexeerde deel van de Westelijke Sahara voor de zeven kandidaten van Parti du peuple mauritanien (PPM).

## Nasleep
President Moktar Ould Daddah werd in juli 1978 bij een staatsgreep ten val gebracht. De eerstvolgende verkiezingen zouden pas weer in 1991 worden gehouden - dan echter wel op basis van een meerpartijenstelsel.